# Esat Musliu
Esat Musliu (ur. 22 kwietnia 1946 we wsi Streblevë, okręg Peshkopia) – albański reżyser, producent filmowy i dziennikarz.

## Życiorys
Ukończył szkołę w Peshkopii, a w 1960 wraz z rodziną przeniósł się do Tirany. Naukę kontynuował w latach 1961–1965 w liceum artystycznym Jordan Misja w Tiranie, w klasie rzeźby, a następnie przez dwa lata pracował w przedsiębiorstwie artystycznym Migjeni jako malarz. Stamtąd przeszedł do redakcji pisma satyrycznego Hosteni, w którym pracował w latach 1967–1969 jako dziennikarz. W 1969 rozpoczął studia z zakresu reżyserii w Instytucie Sztuk w Tiranie, które ukończył w 1973. Po studiach podjął pracę asystenta reżysera w Studiu Filmowym Nowa Albania (Kinostudio “Shqipëria e Re”). Pierwszym filmem, przy którym pracował był obraz Shtigje lufte (reż. Piro Milkani). W 1975 ukończył studia podyplomowe z zakresu reżyserii filmowej. W 1997 współpracował z reżyserem Kujtimem Çashku przy realizacji filmu Ata ishin katër, a następnie wspólnie z Esatem Ibro zrealizował film Zemrat që nuk plaken. W jego dorobku znajdują się filmy fabularne, dokumentalne, a także film animowany Vajza me pata, zrealizowany w 1975. W przypadku dwóch filmów był także współscenarzystą. W 1985 pracował w Austrii nad realizacją filmu dokumentalnego Nuk harrojme (Nie zapominamy), poświęconego albańskim ofiarom obozu koncentracyjnego w Mauthausen.
W latach 1998–2008 pracował jako reżyser w prywatnej stacji telewizyjnej Vizion Plus, w której realizował filmy dokumentalne. Stamtąd przeszedł do pracy w Narodowym Centrum Kinematografii. W latach 2008–2010 prowadził wykłady dla studentów w Uniwersytecie Sztuk w Tiranie.

## Filmy fabularne
- 1977: Ata ishin katër
- 1978: Zemrat që nuk plaken
- 1981: Rruga e lirisë
- 1982: Nata e pare e lirise
- 1984: Hijet qe mbeten pas
- 1987: Rrethi i kujtesës
- 1989: Vitet e pritjes
- 1996: Nata

## Filmy dokumentalne i animowane
- 1975: Vajza me pata
- 1980: Në udhët e vitit 2010
- 1987: Nuk harrojme
- 1995: Të zhdukurit
- 2003: Homos Balcanicus – Liqeni i Prespës

## Nagrody i wyróżnienia
W 1995 film Të zhdukurit został uhonorowany nagrodą FIAT/IFTA Archive Achievement Award. W 2003 obraz Homos Balcanicus – Liqeni i Prespës zdobył nagrodę im. Paolo Orsiego na XIV Międzynarodowym Festiwalu Filmów Archeologicznych w Rovereto.